# Thysanopyga
Thysanopyga is een geslacht van vlinders van de familie spanners (Geometridae), uit de onderfamilie Ennominae.

## Soorten
- T. albopunctaria Dognin, 1900
- T. amarantha Debauche, 1937
- T. apicitruncaria Herrich-Schäffer, 1856
- T. bipunctifera Dognin, 1913
- T. brunneonotata Warren, 1907
- T. brunnescens Dognin, 1908
- T. carfinia Druce, 1893
- T. casperia Druce, 1893
- T. cercyon Druce, 1893
- T. cermalodes Dognin, 1913
- T. commendata Schaus, 1912
- T. crenata Herbulot, 1988
- T. deprivata Warren, 1909
- T. distincta Krüger & Scoble, 1992
- T. divisaria Walker, 1861
- T. fractimacula Warren, 1908
- T. fulvifascia Warren, 1904
- T. fuscaria Schaus, 1911
- T. lapidea Butler, 1882
- T. lollia Schaus, 1901
- T. longistria Warren, 1909
- T. maresa Schaus, 1901
- T. muricolor Schaus, 1911

- T. nigricomata Warren, 1901
- T. ochrilinea Warren, 1897
- T. oroanda Druce, 1893
- T. palliata Warren, 1908
- T. picturata Schaus, 1911
- T. prunicolor Warren, 1908
- T. puatartia Dyar, 1924
- T. pygaria Guenée, 1858
- T. strigata Warren, 1907
- T. submarginata Schaus, 1911
- T. subpusaria Herrich-Schäffer, 1870
- T. varians Butler, 1882